# Edmond Rostand

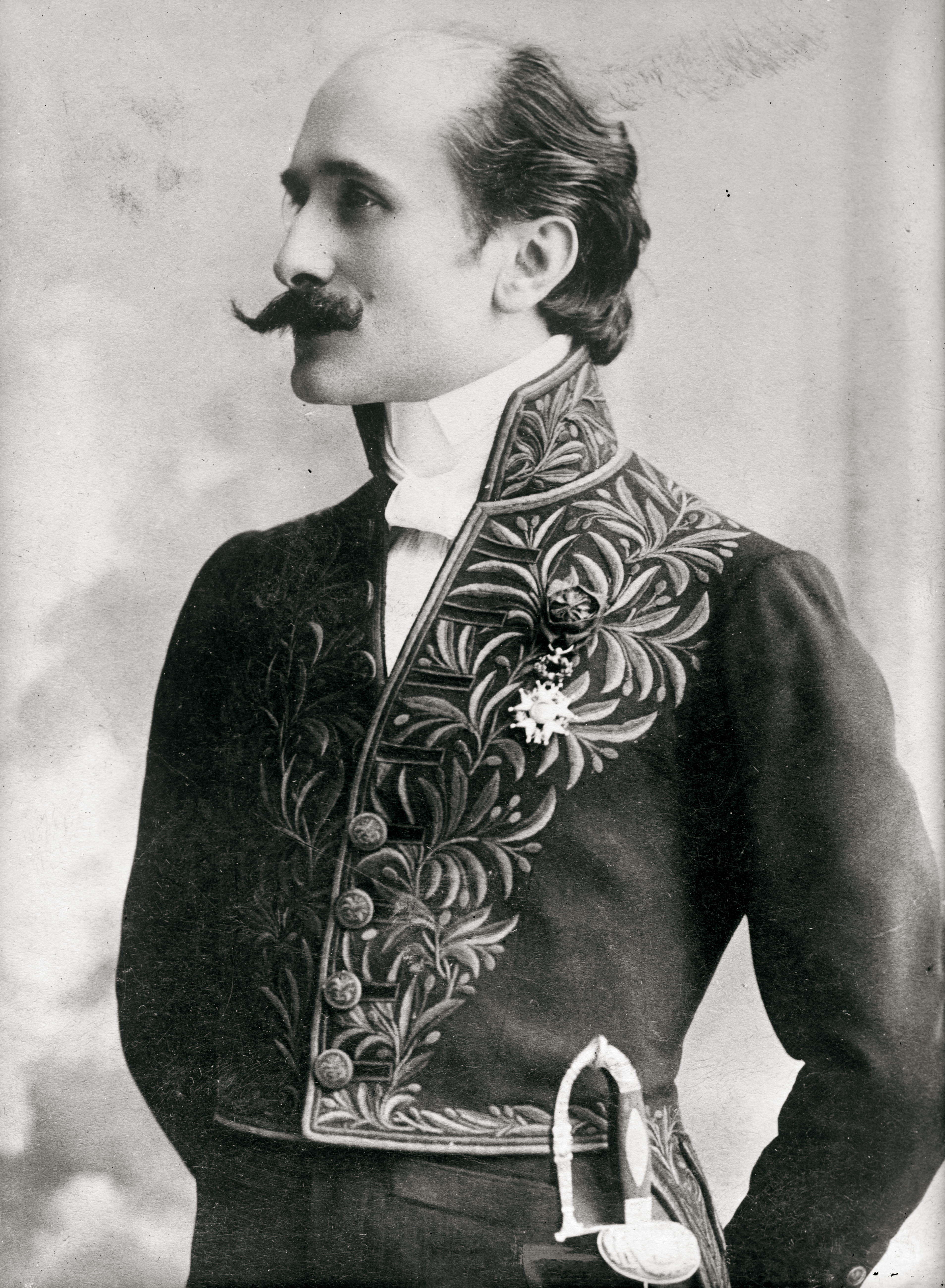
Edmond Rostand în uniforma de membru al Academiei Franceze

Edmond Rostand (n. 1 aprilie 1868, Marsilia, Al Doilea Imperiu Francez – d. 2 decembrie 1918, Paris, Île-de-France, Franța) a fost un dramaturg francez.
A fost membru al Academiei Franceze.
Teatrul său reprezintă o reacție la naturalism și simbolism.
Prin comediile sale, a satirizat obscurantismul, minciuna, lașitatea.
Descendent al unui primar din Marsilia, Alexis Rostand Joseph (1769-1854), Edmond Rostand s-a născut într-o familie bogată, fiind fiul economistului Eugene Rostand.
În 1880, tatăl își duce familia, pe Edmond și doi veri într-un spa elegant cunoscut sub numele de Bagnères-de-Luchon. Inițial instalat în "cabana Spont", apoi pe "Vila Devalz", família construiește în cele din urmă "Villa Julia", în apropiere de Casino. Edmond Rostand traieste 22 de ani în Luchon, loc care a inspirat operele sale timpurii.
Licențiat în drept, el nu a practicat profesia și de la începutul colegiului, a participat la întâlniri literare, unde a cunoscut marea sa iubire, poeta  Rosemonde Gérard Etiennette. 
În 1888, Rostand a scris prima sa lucrare, piesa Le Gant Rouge (Mănușa Roșie) și în 1890 s-a căsătorit cu Rosemonde.
Următoarele sale piese, La Princesse lointaine (Prințesa îndepărtată), La Samaritaine (Samariteanca) și L'Aiglon (Puiul Vulturului) au fost interpretate la momentul respectiv, de Sarah Bernhardt, cea mai mare actriță de teatru din timpul ei.
Piesa “Cyrano de Bergerac” l-a transformat pe Rostand într-un adevărat idol al publicului francez, făcându-l membru al Academiei Franceze în 1904. Victimă a unei pneumonii, se retrage în Cambo-les-Bains, în regiunea bască, unde locuiește timp de nouă ani. Revine pe scenă în 1910, cu “Chantecler”, povestea unui cocoș care crede că propriul cântec dă naștere zilelor.
Rostand a scris o ultimă piesă, La Dernière Nuit de Don Juan (Ultima noapte a lui Don Juan), operă incompletă, dar care ajunge să fie reprezentată pe scenă, în 1921, la trei ani după moartea lui la Paris, în 1918.

## Scrieri
- 1888: Mănușa roșie ("Le Gant rouge")
- 1894: Romanțioșii ("Les romanesques")
- 1895: Prințesa îndepărtată ("La princesse lointaine")
- 1897: Cyrano de Bergerac
- 1900: Puiul vulturului ("L'aiglon")
- 1910: Chantecler
- 1911: Ultima noapte a lui Don Juan ("La Dernière Nuit de Don Juan").

## Vezi și
- Listă de dramaturgi francezi
- Listă de piese de teatru franceze